# Flangebouche
 Flangebouche  es una población y comuna francesa, en la región de Franco Condado, departamento de Doubs, en el distrito de Besançon y cantón de Pierrefontaine-les-Varans.

## Demografía[3]
| 740 | 729 | 672 | 641 | 771 | 965 | 955 | 907 | 943 | 864 | 857 | 862 | 709 | 724 | 722 | 686 | 679 | 670 | 624 | 637 | 632 | 625 | 654 | 664 | 621 | 675 | 589 | 605 | 582 | 523 | 527 | 558 | 549 | 611 | 629 |
| Para los censos de 1962 a 1999 la población legal corresponde a la población sin duplicidades (Fuente: INSEE [Consultar]) |     |     |     |     |     |     |     |     |     |     |     |     |     |     |     |     |     |     |     |     |     |     |     |     |     |     |     |     |     |     |     |     |     |     |